# Bol de Caergwrle
Le bol de Caergwrle est un artéfact archéologique daté de l'Âge du bronze moyen, vers 1300 av. J.-C., fabriqué à partir de schiste, d'étain et d'or, et découvert à Caergwrle, dans le Flintshire, dans le nord-est du Pays de Galles. Il pourrait représenter un bateau solaire mythologique.

## Historique
Le bol incomplet a été trouvé en 1823 par un ouvrier qui creusait une rigole dans un champ, en contrebas du château de Caergwrle. Il a été transmis au Musée national du pays de Galles en 1912, puis envoyé au British Museum pour y être restauré. À l'origine, il avait été restauré à partir de cire, le décor étant fixé à l'aide d'un produit adhésif. Depuis, le bol a été restauré à nouveau car la première restauration n'était pas stable.

## Description
Le bol de Caergwrle représenterait un bateau, avec ses décorations en or figurant des rames et des vagues, ainsi que des disques solaires ou des boucliers circulaires. Aux deux extrémités du bateau se trouvent une paire d'oculi ou « yeux ».

## Comparaisons
Des similitudes ont été relevées avec des bateaux miniatures en or contemporains de Nors, au Danemark, datés de l'Âge du bronze danois, qui portent également des symboles solaires circulaires, et avec le bateau en or plus tardif de Broighter, en Irlande,,. Le bol de Caergwrle a été comparé au disque céleste de Nebra, en Allemagne, dont on pense qu'il représente une barque solaire, peut-être sous la forme d'une coupe,. Le gorgerin de Mold, qui date de la même période que le disque céleste de Nebra, a été trouvé près de Caergwrle. Les lunules dorées de la culture campaniforme du début de l'Âge du bronze, dont certaines proviennent du Pays de Galles, ont également été interprétées comme des représentations de bateaux solaires,. Les « vagues » en zigzag sur le bol de Caegwrle ressemblent également aux décorations de certains bols campaniformes du Néolithique récent, vers 2800 av. J.-C.
Des représentations d'oculi sur des bateaux sont également connues dans la Grèce antique. Dans la poésie et l'art de la Grèce antique, le « vaisseau du soleil » est souvent représenté sous la forme d'un bol, d'une coupe ou d'un chaudron en or qui navigue ou vole sur la mer,,,. Les coupes en or de l'Âge du bronze ancien et les chaudrons de la fin de l'Âge du bronze provenant de Grande-Bretagne et d'Irlande ont été reliés archéologiquement et culturellement à des objets similaires provenant de Grèce,.
Les bols en or du trésor d'Eberswalde, en Allemagne, et de l'Âge du bronze danois portent également des symboles solaires circulaires. Les symboles sur les bols d'Eberswalde représenteraient des calendriers luni-solaires. On trouve des symboles similaires sur le cône rituel en or de Berlin, qui représenteraient un calendrier luni-solaire basé sur le cycle métonique de 19 ans,.